# Stefano Arteaga
Pour les articles homonymes, voir Arteaga.
Stefano Arteaga, né Esteban de Arteaga y López  le 26 décembre 1747 à Moraleja de Coca (Segovia, Espagne) et mort le 30 octobre 1799 à Paris, est un historien du théâtre et de la musique espagnol.

## Biographie
Entré dans l’ordre des jésuites, le 23 septembre 1763, dans la province de Tolède, Stefano Arteaga, qui n’était âgé que de 20 ans, lors de la suppression de son ordre en Espagne, est passé en Italie, où il a été nommé membre de l’Académie de Padoue. Le 21 juin 1769, il quitte la Compagnie, tout en conservant le titre de abbé, peut-être pour conserver la pension versée par Charles III d'Espagne aux anciens jésuites.
Ayant longtemps vécu à Bologne, dans la maison du cardinal Albergati, doyen du Collège des cardinaux, Le P. Martini, qu’il a connu dans cette ville l’a engagé à travailler à ses Révolutions du théâtre musical italien, et lui a procuré l’assistance de sa vaste bibliothèque riche de pas moins de comptait 17 000 ouvrages.
Il s’est ensuite rendu à Rome, où il s’est lié d’amitié avec le chevalier Azara, ambassadeur d’Espagne à la cour de Rome, amateur d'art et protecteur des savants et des artistes. En 1798, lorsque ce dernier a été chargé de l’ambassade d’Espagne en France, il l’a suivi à Paris et devait mourir chez lui, l’année suivante.
En 1783, il a publié à Bologne, son ouvrage intitulé : Le Rivoluzioni del teatro musicale italiano, dalla sua origine, fino al présente, en 2 vol. in-8º. En 1785, il a donné, à Venise, une seconde édition entièrement refondue, en 3 vol. in-8º, de cet ouvrage augmenté de sept chapitres au premier volume, et d’un troisième volume entièrement neuf. C’est sur une troisième édition que le baron Charles-André Hippolyte Lavalley de Rouvron a réalisé une traduction française très abrégée parue à Londres, en 1802, sous le titre : Les révolutions du théâtre musical en Italie, depuis son origine jusqu’à nos jours, traduites et abrégées de l’italien de Dom Arteaga, in-8º, 102 p. En 1789, le musicologue allemand Johann Nikolaus Forkel en a publié à Leipzig 1789, en 2 vol. in-8º une traduction allemande enrichie de beaucoup de notes.
Il a laissé en manuscrit plusieurs dissertations savantes et des poésies grecques et latines dont il se proposait de publier le recueil. Grainville dit également qu’il lui avait confié la traduction de l’ouvrage en italien Del ritmo sonoro e del ritmo muto nella musica degli antichi en 7 dissertations traitant de la musique, la poésie, la grammaire, la pantomime, la danse, etc., où sont mis à contribution les plus célèbres écrivains de l’antiquité. Augustin De Backer écrit que de l’avis de plusieurs savants du premier ordre, ses découvertes étaient absolument et neuves et très essentielles à l’art. La Révolution française ayant interrompu les plans de publication à Parme de cet ouvrage, et la mort de leur auteur en ayant, par la même occasion, également suspendu la traduction par Grainville, qui était à peine au tiers de son ouvrage, cet ouvrage a finalement été publié, à Madrid, par le Consejo Superior de Investigaciones Científicas, en 1944.

## Publications
- (es) La belleza ideal como objeto de las artes de imitatión, Madrid, La España Editorial, 1900, 268 p. (lire en ligne).
- (it) Le rivoluzioni del teatro musicale italiano, dalla sua origine, fino al presente, Venise, 1785, 3 vol. in-8º.
- (it) Lettere musico-filologiche. Del ritmo sonoro e del ritmo muto nella musica degli antichi.
- Les Révolutions du théâtre musical en Italie, depuis son origine jusqu’à nos jours  (trad. Charles-André Hippolyte Lavalley de Rouvron), Londres, J. A. V. Gameau et Co., 1802, 102 p., in-8º (lire en ligne sur Gallica).
- (it) Della influenza degli arabi sull'origine della poesia moderna in Europa, Rome, Pagliarini, 1791, 118 p. (lire en ligne).